# Patbingsu
El patbingsu o patbingsoo es un aperitivo y postre muy popular en Corea del Sur, especialmente durante el verano.
Este aperitivo empezó originalmente como hielo rallado y judía azuki endulzada (conocida como pat, 팥). Era vendido por vendedores callejeros. Actualmente ha pasado a ser un postre veraniego muy elaborado, a menudo coronado con helado o yogur helado, leche condensada endulzada, sirope de fruta, diversas frutas como fresa, kiwi y plátano, trocitos de tteok (pastel de arroz), trozos de gelatina y cereales en copos.

## Variantes
El bingsu está disponible en varios sabores. El té verde y el café son dos variedades populares.

## Disponibilidad
El patbingsu es una receta veraniega presente en muchos restaurantes de comida rápida de Corea del Sur: KFC, McDonald's, Lotteria y Burger King suelen incluirlo en sus menús de mayo a septiembre. Las cadenas de heladerías Pinkberry y Red Mango lo tienen todo el año.